# أولريش فوجت
أولريش فوجت (بالألمانية: Ulrich Vogt) هو أستاذ جامعي ألماني، ولد في 15 مايو 1941 في بادربورن في ألمانيا.